# بطولة أمم أوروبا 1984
أقيمت بطولة أمم أوروبا 1984 في فرنسا في الفترة ما بين 12 يونيو 1984 إلى 27 يونيو 1984.
وقد شاركت في البطولة ثمانية فرق، وقد تأهلت فرنسا بطريقة مباشرة بصفتها الدولة المضيفة، وقد فازت بلقب البطولة.

## الفرق المتأهلة

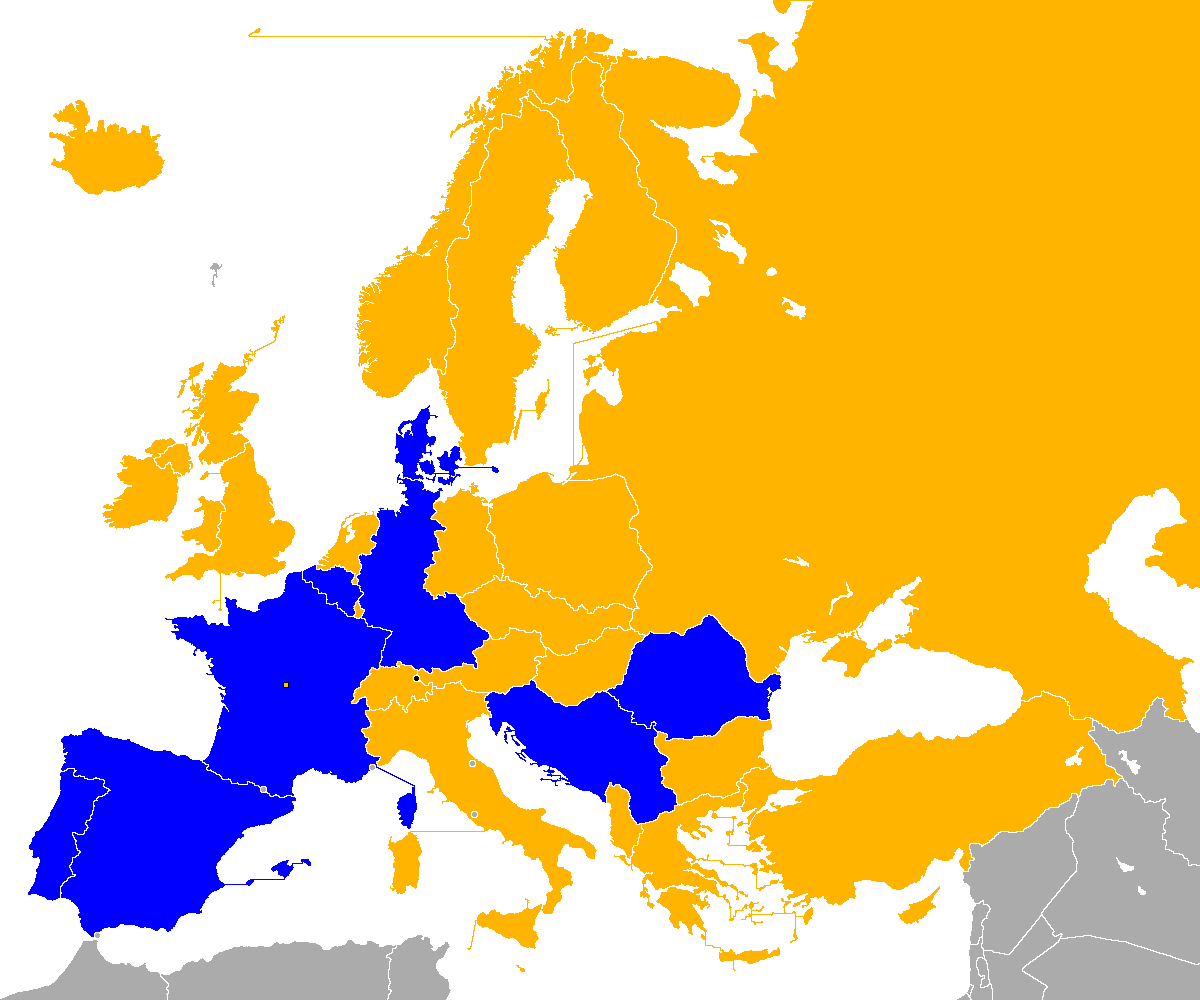
تأهل
لم يتأهل
لم يشارك
ليس عضو في الاتحاد الأوروبي لكرة القدم

| المنتخب         | طريقة التأهل     | تاريخ التأهل   | المشاركات السابقة في المسابقة |
| --------------- | ---------------- | -------------- | ----------------------------- |
| فرنسا           | المستضيف         | 10 ديسمبر 1981 | 1 (1960)                      |
| بلجيكا          | متصدر المجموعة 1 | 12 أكتوبر 1983 | 2 (1972، 1980)                |
| البرتغال        | متصدر المجموعة 2 | 1 نوفمبر 1983  | 0 (أول مشاركة)                |
| الدنمارك        | متصدر المجموعة 3 | 16 نوفمبر 1983 | 1 (1964)                      |
| ألمانيا الغربية | متصدر المجموعة 6 | 20 نوفمبر 1983 | 3 (1972، 1976، 1980)          |
| رومانيا         | متصدر المجموعة 5 | 30 نوفمبر 1983 | 0 (أول مشاركة)                |
| يوغوسلافيا      | متصدر المجموعة 4 | 21 ديسمبر 1983 | 3 (1960، 1968، 1976)          |
| إسبانيا         | متصدر المجموعة 7 | 21 ديسمبر 1983 | 2 (1964، 1980)                |

## الملاعب
| باريس                                                                           | مارسيليا                                                                        | ليون              |
| ------------------------------------------------------------------------------- | ------------------------------------------------------------------------------- | ----------------- |
| بارك دي برينس                                                                   | ملعب فيلودروم                                                                   | ملعب جيرلان       |
| السعة: 48,360                                                                   | السعة: 55,000                                                                   | السعة: 51,860     |
|                                                                                 |                                                                                 |                   |
| باريس مارسيليا ليون سانت إتيان Lens نانت ستراسبورغبطولة أمم أوروبا 1984 (فرنسا) | باريس مارسيليا ليون سانت إتيان Lens نانت ستراسبورغبطولة أمم أوروبا 1984 (فرنسا) | سانت إتيان        |
| باريس مارسيليا ليون سانت إتيان Lens نانت ستراسبورغبطولة أمم أوروبا 1984 (فرنسا) | باريس مارسيليا ليون سانت إتيان Lens نانت ستراسبورغبطولة أمم أوروبا 1984 (فرنسا) | ملعب جوفروا غيشار |
| باريس مارسيليا ليون سانت إتيان Lens نانت ستراسبورغبطولة أمم أوروبا 1984 (فرنسا) | باريس مارسيليا ليون سانت إتيان Lens نانت ستراسبورغبطولة أمم أوروبا 1984 (فرنسا) | السعة: 48,274     |
| باريس مارسيليا ليون سانت إتيان Lens نانت ستراسبورغبطولة أمم أوروبا 1984 (فرنسا) | باريس مارسيليا ليون سانت إتيان Lens نانت ستراسبورغبطولة أمم أوروبا 1984 (فرنسا) |                   |
| لنس                                                                             | نانت                                                                            | ستراسبورغ         |
| ملعب بولار دولولي                                                               | ملعب لا بوجوار                                                                  | ملعب دو لامينو    |
| السعة: 49,000                                                                   | السعة: 52,923                                                                   | السعة: 42,756     |
|                                                                                 |                                                                                 |                   |

## دور المجموعات

### المجموعة الأولى
| فرنسا         | 1–0   | الدنمارك |
| ------------- | ----- | -------- |
| - بلاتيني 78' | تقرير |          |

| بلجيكا                      | 2–0   | يوغوسلافيا |
| --------------------------- | ----- | ---------- |
| - فاندينبيرغ 28' - غرون 45' | تقرير |            |

| فرنسا                                                      | 5–0   | بلجيكا |
| ---------------------------------------------------------- | ----- | ------ |
| - بلاتيني 4'، 74' (ركلة.)، 89' - جيراس 33' - فيرنانديز 43' | تقرير |        |

| الدنمارك                                                         | 5–0   | يوغوسلافيا |
| ---------------------------------------------------------------- | ----- | ---------- |
| - أرنسن 8'، 69' (ركلة.) - برغرين 16' - إلكيير 82' - لاوريدسن 84' | تقرير |            |

| فرنسا                   | 3–2   | يوغوسلافيا                               |
| ----------------------- | ----- | ---------------------------------------- |
| - بلاتيني 59'، 62'، 77' | تقرير | - شيستيتش 32' - د. ستويكوفتش 84' (ركلة.) |

| الدنمارك                                     | 3–2   | بلجيكا                           |
| -------------------------------------------- | ----- | -------------------------------- |
| - أرنسن 41' (ركلة.) - بريلي 60' - إلكيير 84' | تقرير | - كويلمانس 26' - فيركواتيرين 39' |

### المجموعة الثانية
| ألمانيا الغربية | 0–0   | البرتغال |
| --------------- | ----- | -------- |
|                 | تقرير |          |

| رومانيا      | 1–1   | إسبانيا              |
| ------------ | ----- | -------------------- |
| - بولوني 35' | تقرير | - كراسكو 22' (ركلة.) |

| ألمانيا الغربية | 2–1   | رومانيا     |
| --------------- | ----- | ----------- |
| - فولر 25'، 66' | تقرير | - كوراس 46' |

| البرتغال   | 1–1   | إسبانيا        |
| ---------- | ----- | -------------- |
| - سوزا 52' | تقرير | - سانتيانا 73' |

| ألمانيا الغربية | 0–1   | إسبانيا      |
| --------------- | ----- | ------------ |
|                 | تقرير | - ماسيدا 90' |

| البرتغال   | 1–0   | رومانيا |
| ---------- | ----- | ------- |
| - نيني 81' | تقرير |         |

## الأدوار الإقصائية

### نصف النهائي
| فرنسا                             | 3–2 (ب.و.إ.) | البرتغال          |
| --------------------------------- | ------------ | ----------------- |
| - دوميرغ 24'، 114' - بلاتيني 119' | تقرير        | - جورداو 74'، 98' |

| الدنمارك                                     | 1–1 (ب.و.إ.) | إسبانيا                                          |
| -------------------------------------------- | ------------ | ------------------------------------------------ |
| - لربي 7'                                    | تقرير        | - ماسيدا 67'                                     |
| ركلات الترجيح                                |              |                                                  |
| - بريلي - ي. أولسن - لاودروب - لربي - إلكيير | 4–5          | - سانتيانا - سنيور - أوركويغا - فيكتور - سارابيا |

### النهائي
| 27 يونيو 198420:00 CEST\| فرنسا \| 2–0 \| إسبانيا \| \| -------------------------- \| ----- \| ------- \| \| - بلاتيني 57' - بيلوني 90' \| تقرير \| \|بارك دي برينس، باريسالحضور: 47,368الحكم: فويتخ كريستوف (تشيكوسلوفاكيا) |       |         |
| فرنسا | 2–0   | إسبانيا |
| - بلاتيني 57' - بيلوني 90' | تقرير |         |

| بطل يورو 1984          |
| ---------------------- |
| · فرنسا · للمرة الأولى |

## إحصاءات

### ترتيب الهدافين

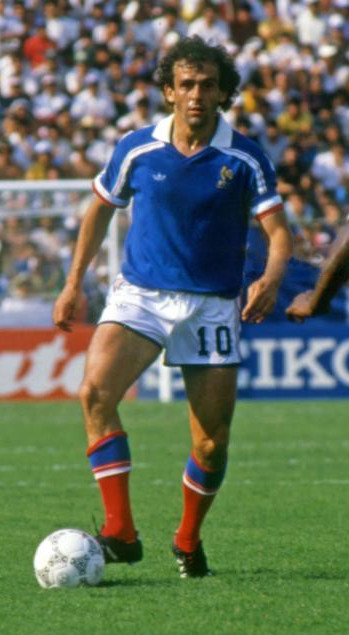
ميشيل بلاتيني هداف البطولة برصيد تسعة أهداف

عدد الأهداف المُسجلة  41 هدفًا  في 15 مباراة، بمتوسط 2.73 هدفًا في المباراة الواحدة.
9 أهداف
- ميشيل بلاتيني

3 أهداف
- فرانك أرنسن

هدفان
- روي جورداو
- بريبين ألكيير
- جان فرانسوا دوميرغ
- رودي فولر
- أنطونيو ماسيدا

هدف
- تاماجنيني نيني
- أنتونيو سوزا
- يان كويلمانس
- جورج غرون
- إروين فاندينبيرغ
- فرانكي فيركواتيرين
- كلاوس برغرين
- كينيث بريلي لارسن
- جون لاوريدسن
- سورين لربي
- برونو بيلوني
- لويس فيرنانديز
- ألان جيراس
- لاسزلو بولوني
- مارسيل كوراس
- لوبو كراسكو
- كارلوس سانتيانا
- ميلوش شيستيتش
- دراغان ستويكوفيتش

### أسرع هدف
- في الدقيقة الثالثة : ميشيل بلاتيني (فرنسا × بلجيكا)

### معدل التهديف
- 2,73 في المباراة الواحدة